# 巴尔达萨雷·佩鲁齐
巴尔达萨雷·佩鲁齐（義大利語：Baldassare Peruzzi，1481年—1536年），文艺复兴时期欧洲建造师和画家。出生于锡耶纳，死于意大利罗马城。他常年活动于意大利各地，参加设计与绘制了多座教堂及画作。他的儿子亦为活动于公元15世纪至16世纪前后的欧洲建造师之一。